# Shinigami
Shinigami (死神?) är den japanska benämningen för kami (gudar) förknippade med döden. På japanska kan begreppet också användas om icke-japanska mytologiska figurer förknippade med död såsom liemannen eller Hades.

## I populärkultur
I animen och mangan Bleach är en Shinigami en vanlig människa som har dött, och sedan fått en soul burial (engelska för själsbegravning) av en annan Shinigami. Dock får endast ett fåtal personer som har talangerna till att bli en Shinigami undergå träning för att bli det, medan de flesta lever som vanliga människor i Soul Society.
I en annan animeserie, Naruto, blev Shinigami framkallad av Sarutobi för att slita ut själen ur Orochimaru.
Shinigami finns också med i Death Note och Kuroshitsuji.
Shinigami har en roll i ytterligare en manga/anime nämligen Soul Eater där denne är ledare över Death city där mycket av handlingen utspelas.
Även i animen Boogiepop Phantom finns det en shinigami med samma namn som serien. 